# Bomolocha franciscalis
Bomolocha franciscalis är en fjärilsart som beskrevs av J. Peter Maassen. Bomolocha franciscalis ingår i släktet Bomolocha och familjen nattflyn. Inga underarter finns listade i Catalogue of Life.